# Pesek
Pesek falu Horvátországban Kapronca-Kőrös megyében. Közigazgatásilag Kőröshöz tartozik.

## Fekvése
Köröstől 3 km-re északnyugatra fekszik.

## Története
1857-ben 134, 1900-ban 196 lakosa volt. Trianonig Belovár-Kőrös vármegye Körösi járásához tartozott. 2001-ben 250 lakosa volt.

## Külső hivatkozások
Körös város hivatalos oldala